# Maxar Technologies
Maxar Technologies est une société de technologie spatiale basée à Westminster, Colorado, aux États-Unis. 
Elle est spécialisée dans la fabrication de satellites de télécommunication, d'observation de la Terre, de radar et d'entretien en orbite, de produits satellitaires et de services connexes. DigitalGlobe et MDA ont fusionné pour devenir Maxar Technologies le 5 octobre 2017. Maxar Technologies est la société mère de DigitalGlobe, dont le siège est également à Westminster, Colorado, de Space Systems/Loral, dont le siège est à Palo Alto, Californie, et de Radiant Solutions, dont le siège est à Herndon, Virginie. 
Maxar Technologies se classait en 2023 au 77e rang mondial pour la production d'armement.

## Entreprise
Maxar Technologies regroupe les activités de Vricon, DigitalGlobe, Radiant Solutions et SSL. Vricon, une filiale qui fournit des analyses géospatiales 3D via des données satellitaires, de DigitalGlobe, fournisseur et producteur d'images satellite haute résolution et de Radiant Solutions, une filiale qui fournit la modélisation et l'analyse de données pour les données satellitaires et SSL, une filiale qui construit des satellites,.

## Historique
Maxar Technologies est créée en 2017, à partir de la combinaison de MacDonald, Dettwiler and Associates (MDA) et de DigitalGlobe. Le siège social de l'entité combinée est ensuite établi à Westminster, dans le Colorado. Maxar Technologies est cotée à la Bourse de Toronto et à la Bourse de New York sous le nom de MAXR
En mai 2019, la société est sélectionnée comme fournisseur de l'élément de puissance et de propulsion de la passerelle lunaire développée par la NASA.
Le 30 décembre 2019, la société annonce qu'elle a conclu un accord définitif pour vendre les actifs canadiens de MDA à un consortium de sponsors financiers dirigé par Northern Private Capital pour 1 milliard de dollars canadiens (765 millions de dollars américains). La vente comprend toutes les activités canadiennes de MDA, englobant les stations au sol, les produits de satellite radar, la robotique, la défense et les composants de satellite, représentant environ 1 900 employés. Le 8 avril 2020, la vente de MDA à NPC est officiellement clôturée. La société canadienne privée nouvellement formée s’appelle MDA Ltd., cotée à la Bourse de Toronto.
Le 7 mars 2025, l'entreprise annonce suspendre à l'Ukraine l'accès à l'imagerie satellite du territoire conformément aux ordres de l'administration Trump.